# Représentations diplomatiques à Djibouti

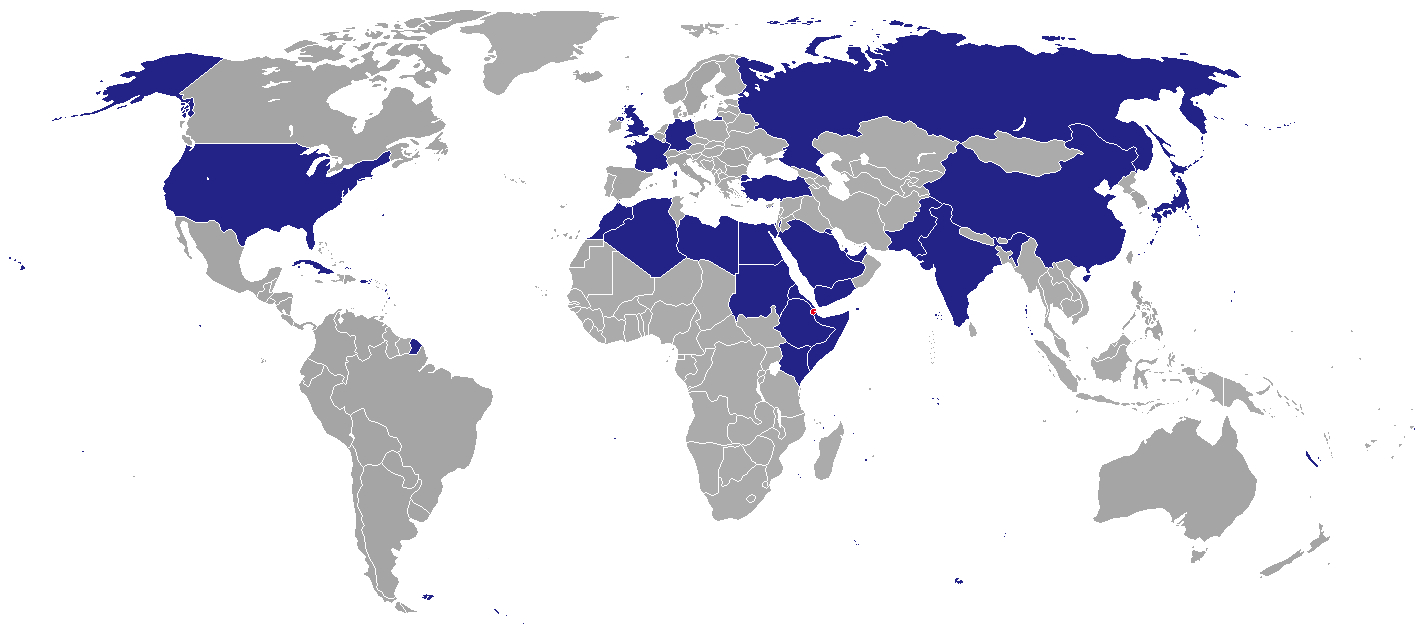
Carte des représentations diplomatiques à Djibouti

Voici une liste des représentations diplomatiques à Djibouti. La capitale Djibouti abrite actuellement 22 ambassades.

## Ambassades à Djibouti
| - Allemagne - Arabie saoudite - Chine - Cuba - Égypte - Émirats arabes unis - Érythrée - États-Unis - Éthiopie - France - Inde | - Japon - Kenya - Koweït - Libye - Palestine - Qatar - Russie - Somalie - Soudan - Turquie - Yémen |

## Ambassades non résidentes
À Addis-Abeba, sauf indication contraire
| - Afrique du Sud - Argentine (Nairobi) - Australie - Autriche - Belgique - Bulgarie - Cameroun - Canada - Corée du Sud - Croatie (Le Caire) - Danemark - Espagne - Finlande - Grèce - Hongrie (Nairobi) - Indonésie - Irlande (New York) - Italie - Kosovo (Riyad) - Malaisie (Sanaa) | - Mali - Mexique - Maroc - Nouvelle-Zélande - Norvège - Pays-Bas - Pologne - Portugal (Nairobi) - République tchèque - Roumanie (Le Caire) - Royaume-Uni - Sénégal - Serbie - Slovaquie (Nairobi) - Tanzanie - Tunisie (Sanaa) - Suède - Suisse - Thaïlande (Le Caire) - Viêt Nam (Tripoli) |

## Autres missions à Djibouti
- Union européenne (Délégation)
- Somaliland (Bureau de représentation)